# Sphenomorphus taiwanensis
Espèce
Sphenomorphus taiwanensis est une espèce de sauriens de la famille des Scincidae.

## Répartition
Cette espèce est endémique du Centre de Taïwan.

## Étymologie
Son nom d'espèce, composé de taiwan et du suffixe latin -ensis, « qui vit dans, qui habite », lui a été donné en référence au lieu de sa découverte, Taïwan.

## Publication originale
- Chen & Lue, 1987 : A new species of skink, Sphenomorphus taiwanensis, from Taiwan (Sauria, Scincidae). Bulletin of the Institute of Zoology, Academia Sinica, vol. 26, p. 115-121.